# إليسا أغيلار
إليسا أغيلار (بالإسبانية: Elisa Aguilar) (و. 1976  م) هي لاعبة كرة سلة، من إسبانيا، ولدت في مدريد، شاركت في الألعاب الأولمبية الصيفية 2008، وكأس العالم لكرة السلة للنساء 2006، والألعاب الأولمبية الصيفية 2004، وبطولة كرة السلة الأوروبية للسيدات 2007 ‏، تلعب كلاعبة هجوم خلفي.

## روابط خارجية
- إليسا أغيلار على موقع الاتحاد الدولي لكرة السلة (الإنجليزية)
- إليسا أغيلار على موقع الاتحاد الوطني لكرة السلة النسائية (الإنجليزية)
- إليسا أغيلار على موقع كرة السلة الأوروبية.كوم (الإنجليزية)
- إليسا أغيلار على موقع كلية كرة السلة في سبورتس رفرنس.كوم (الإنجليزية)
- إليسا أغيلار على موقع بروبوليرز (الإنجليزية)
- إليسا أغيلار على موقع سبورتس رفرنس (الإنجليزية)
- إليسا أغيلار على موقع سبورتس رفرنس (الإنجليزية)
- إليسا أغيلار على موقع أوليمبيديا (الإنجليزية)